# リップ・リグ&パニック
リップ・リグ&パニック（Rip Rig + Panic）は、1980年に結成されたイングランドのポストパンク・バンドで、1983年に解散した。このバンドは、ローランド・カークによる同名のジャズ・アルバムにちなんで名付けられている。ショーン・オリバー（ベース）、マーク・スプリンガー（ピアノ、サックス、ボーカル）、ギャレス・セイガー（ギター、サックス、キーボード、ボーカル、元ポップ・グループ）、ブルース・スミス（ドラム、パーカッション、元ポップ・グループ）、そしてシンガーのネナ・チェリーによって構成されていた。その他のメンバーには、サックス奏者のフラッシュ（デヴィッド・ライト）、シンガーのアンディ・オリヴァー、トランペッターのデヴィッド・デ・フリーズ、ヴィオラ奏者のサラ・サルハンディなどがいた。
グループは、アバンギャルドな要素やジャズをミックスしつつ、チェリーの革新的なポップ/ソウルの歌唱スタイルが主導して、従来のポストパンクから脱却するものとなった。セカンド・アルバム『アイム・コールド』には、ジャズ・トランペッターのドン・チェリー（ネナ・チェリーの継父）をフィーチャーした多数の楽曲が含まれていた。彼らはニコと一緒にBBCラジオ・セッションにも出演した。

## 略歴
リップ・リグ&パニックは、1980年にドラマーのブルース・スミスと、ギタリストでサックス奏者のギャレス・セイガー（前バンドのポップ・グループ解散後）と、マーク・スプリンガーによって結成された。1965年、新しく結成されたプロジェクトにローランド・カークの同名アルバムにちなんだ名前を付けたグループは、それまでのバンドの前衛的で政治的な傾向とは対照的に、フリー・ジャズとレゲエのルーツを探求することを好んだ。ポップ・グループと一緒にライブでパフォーマンスしていたピアニストのマーク・スプリンガーは、ライブでキーボード演奏やボーカルを提供することから、残る2人とのコラボレーションを開始した。最終的に、ボーカリストのネナ・チェリーが加わり、続いてベーシストのショーン・オリヴァーが加わった。このラインナップは、1981年8月13日にシングル「Go！Go！Go！This Is It / The Ultimate in Fun（Is Going to the Disco with My Baby）」をリリースした。『NME』のギャヴィン・マーティン (Gavin Martin)は「リップ・リグ&パニックは、無秩序な浪費と独創的な商業的宣伝の間の微妙な境界線を踏み出しました」と語った。
バンドのデビュー・アルバムである『ゴッド』が、1981年9月3日にヴァージン・レコードからリリースされた。アルバムは、フリー・ジャズとフリー・インプロヴィゼーションを、ポストパンク、ファンク、レゲエといった音楽と融合させていた。その音楽は、卓越した演奏と難解なユーモアのセンスによって『NME』から高い評価を得ており、レビューでは「騒動に対する信仰行為」と呼ばれている。シングルの「Bob Hope Takes Risks」が11月27日に続いて発表された。セカンド・アルバム『アイム・コールド』では、ジャズやワールドミュージックの影響をさらに取り入れながら、バンドはより商業的なサウンドへと向かっていった。このアルバムは、ボーカリストのアンディ・オリヴァーとジャズ・トランペッターのドン・チェリーの協力を得てレコーディングされた。バンドは、イギリスのホームコメディ『The Young Ones』にて、1982年のシングル「You're My Kind of Climate」を演奏するエピソードにゲスト出演した。1983年のアルバム『アティテュード』は、シングル「Beat the Beast」と「Do the Tightrope」によってサポートされ、バンドの最後にして最も入り込みやすいアルバムとなった。

## その後の流れ
リップ・リグ&パニックは、1985年にフロート・アップ・CPとなり、アルバム『キル・ミー・イン・ザ・モーニング』を制作したが、その後まもなく友好的に解散した。チェリーは『スピン』誌とのインタビューでグループの終わりについてコメントした：「誰もが自分のことをやり、動き出す必要がありました。私たちが分裂したときのことをよく覚えていませんが、別のあふれ出したものの中にあふれ出すようなところがありました」。
バンドのメンバーはその後も音楽に関わり続けた。マーク・スプリンガーはソロ・アーティストとしてのレコーディングを続け、1984年にアルバム『ピアノ』でデビュー。その後、他にも多くのソロやコラボレーションによるプロジェクトが続き、自身のレコードレーベル「Exit」を設立している。ショーン・オリヴァーはテレンス・トレント・ダービーのセッション・ミュージシャンとなり、1987年のヒット曲「ウィッシング・ウェル」を共同で作曲した。彼は1990年に鎌状赤血球症により27歳で亡くなっている。2010年に、セイガーとスミスは改変されたポップ・グループとのツアーとレコーディングを開始した。アンディ・オリヴァーは現在、イギリスでテレビやラジオのパーソナリティも務めるシェフとなっている。

## ディスコグラフィ

### スタジオ・アルバム
- 『ゴッド』 - God (1981年)
- 『アイム・コールド』 - I Am Cold (1982年)
- 『アティテュード』 - Attitude (1983年)
- 『キル・ミー・イン・ザ・モーニング』 - Kill Me in the Morning (1985年) ※フロート・アップ・CP名義